# Pascal Bosschaart
Pascal Bosschaart (* 28. Februar 1980 in Rotterdam) ist ein ehemaliger niederländischer Fußballspieler. Zuletzt stand der Defensivspezialist beim australischen Erstligisten Sydney FC unter Vertrag.

## Karriere
Bosschaart kam 1997 in den Profikader des FC Utrecht. Am 5. Oktober 1997 gab er sein Profidebüt in der Eredivisie. Bis zum Saisonende kam er auf regelmäßige Einsätze für den Utrechter Klub. In den Folgejahren etablierte er sich und gehörte zu den Leistungsträgern, die 2003 und 2004 den KNVB-Pokal, den niederländischen Pokal, gewinnen konnten. Nach dem zweiten Erfolg umwarb ihn Feyenoord Rotterdam. Schließlich wechselte Bosschaart im Sommer 2004 zum niederländischen Topklub. Obwohl auch dort Stammspieler, trennten sich die Wege nach zwei Jahren wieder, und der Defensivspezialist wurde an den Ligakonkurrenten ADO Den Haag verliehen. Nach Ablauf der Leihfrist sicherte sich ADO endgültig die Dienste des defensiven Allrounders. Im Sommer 2011 wechselte der Linksfuß nach Australien und erhielt dort einen Einjahresvertrag.

## Erfolge
- KNVB-Pokal mit dem FC Utrecht: 2003, 2004